# منتخب الصين لكرة القاعدة
منتخب الصين الوطني لكرة القاعدة هو ممثل الصين الرسمي في المنافسات الدولية في كرة القاعدة .